# Sveti Juraj (otok kod Vrsara)
Sveti Juraj je nenaseljeni otočić uz zapadnu obalu Istre, u blizini Vrsara. Prirodni je maritimni štit luke Vrsar od otvorenog mora i osobito je važan kao prirodna zaštita vrsarske luke te svih plovila koja se tu nalaze.
Površina otoka je 112.408 m2, duljina obalne crte 1733 m, a visina 36 metara.
Prema Zakonu o otocima, a glede demografskog stanja i gospodarske razvijenosti, Sveti Juraj je svrstan u "male, povremeno nastanjene i nenastanjene otoke i otočiće" za koje se donosi programe održivog razvitka otoka.
U Državnom programu zaštite i korištenja malih, povremeno nastanjenih i nenastanjenih otoka i okolnog mora Ministarstva regionalnoga razvoja i fondova Europske unije, svrstan je pod otočiće. Pripada općini Vrsar.

## Povijest
Prvi put spominje se i povijesnim zapisima kao „Orsera sull'insula“ u 3. stoljeću. Na otočiću se u starim vremenima nalazio kamenolom, a ostale arhitektonske modifikacije terena pokazatelji su rane naseljenosti otoka. Povjesničari umjetnosti smatraju da je od kamena koji je odlomljen s vrha Svetog Jurja sazidana monumentalna monolitna kupola mauzoleja istočnogotskog kralja Teodorika Velikog u Raveni.

## Znamenitosti
Na otoku je crkvica sv. Jurja koja je građena u starohrvatsko doba, čega su pokazatelj tragovi hrvatskog pletera, koji su i pokazatelj nacionalnog sastava stanovništva u vrijeme kada je crkvica građena. Crkvica je izgrađena na prirodnoj stijeni. Specifična je po dvjema unutarnjim, tipično ranokršćanskim apsidama. Temeljito je obnovljena i ponovno posvećena 1996. godine.
Na blagdan Sv. Jurja 23. travnja Vrsarani hodočaste ribarskim brodicama na otok Sv. Jurja. Sudionici hodočašća po dolasku na otok kreću u procesiju po uređenoj šetnici oko otoka uz molitvu krunice i pjevanje prigodnih pjesama. Nakon procesije slijedi misno slavlje ispred crkve sv. Jurja.